# Cyornis banyumas
El papamoscas de Banyumas (Cyornis banyumas) es una especie de ave paseriforme de la familia Muscicapidae propia del sudeste asiático. 

## Distribución y hábitat
Se extiende desde Birmana al sur de China, y las montañas de Indochina y la península malaya, además de Java y las montañas de Borneo.